# Liga de Tortola
La Liga de Tortola era una competición regional de fútbol que se jugaba en Tórtola, Islas Vírgenes Británicas. El ganador de la liga era declarado campeón general del país. En 2009, la liga se disolvió después de la fusión con la Liga de Virgen Gorda para crear una nueva liga principal, la Liga Nacional BVIFA.

## Palmarés
- 1968-69: desconocido
- 1970: The Bronze
- 1971-78: desconocido
- 1979: SKB Budweiser
- 1980: Queen City Strikers
- 1981: SKB Budweiser
- 1982: International Motors
- 1983: International Motors
- 1984: SKB Budweiser
- 1985: SKB Budweiser
- 1986: SKB Budweiser
- 1987: SKB Budweiser
- 1988: liga abandonada
- 1989: Popeye Bombers
- 1990: Jolly Rogers Strikers
- 1991: Hairoun
- 1992: Hairoun
- 1993: Interfada
- 1994: Interfada
- 1995: Interfada
- 1996: Black Lions
- 1997: Interfada
- 1997-98: BDO Binder Stingers
- 1998-99: Veterans
- 1999-00: HBA Panthers
- 2000-01: HBA Panthers
- 2001: Future Stars United
- 2002: HBA Panthers
- 2003: Old Madrid FC
- 2004: Valencia I
- 2005: liga abandonada
- 2006–actualidad: Sin competencia desde 2006 (liga conjunta con Virgin Gorda desde 2009)

## Títulos por equipo
| Club                  | Títulos | Años campeón                       |
| --------------------- | ------- | ---------------------------------- |
| SKB Budweiser         | 6       | 1979, 1981, 1984, 1985, 1986, 1987 |
| Interfada             | 4       | 1993, 1994, 1995, 1997             |
| HBA Panthers          | 3       | 1999-00, 2000-01, 2002             |
| International Motors  | 2       | 1982, 1983                         |
| Hairoun               | 2       | 1991, 1992                         |
| The Bronze            | 1       | 1970                               |
| Queen City Strikers   | 1       | 1980                               |
| Popeye Bombers        | 1       | 1989                               |
| Jolly Rogers Strikers | 1       | 1990                               |
| Black Lions           | 1       | 1996                               |
| BDO Binder Stingers   | 1       | 1997-98                            |
| Veterans              | 1       | 1998-99                            |
| Future Stars          | 1       | 2002                               |
| Old Madrid FC         | 1       | 2003                               |
| Valencia FC           | 1       | 2004                               |